# 塞高贝格
塞高贝格是奥地利施蒂利亚州莱布尼茨县的一个市镇。总面积11.02平方公里，总人口951人，人口密度86人/平方公里（2016年）。